# An Eye for an Eye
An Eye for an Eye (tiếng Thái: เธอ เขา เงาแค้น; RTGS: Thoe Khao Ngao Khaen) là bộ phim truyền hình Thái Lan phát sóng năm 2021 với sự tham gia của Phiyada Akkraseranee (Aom) và Perawat Sangpotirat (Krist).
Bộ phim được đạo diễn bởi Attaporn Teemarkorn và sản xuất bởi GMMTV. Đây là một trong mười sáu dự án phim truyền hình trong năm 2021 được GMMTV giới thiệu trong sự kiện "GMMTV 2021 The New Decade Begins" vào ngày 3 tháng 12 năm 2020. Bộ phim sẽ được phát sóng vào lúc 20:30 (ICT), thứ Hai và thứ Ba trên GMM 25 và phát lại vào 22:30 (ICT) cùng ngày trên LINE TV, bắt đầu từ ngày 17 tháng 5 năm 2021. Bộ phim kết thúc vào ngày 13 tháng 7 năm 2021.

## Diễn viên
Dưới đây là dàn diễn viên của bộ phim:

### Diễn viên chính
- Phiyada Akkraseranee (Aom) vai Getsara
- Perawat Sangpotirat (Krist) vai Wayu

### Diễn viên phụ
- Yongwaree Anilbol (Fah) vai Nuengjai
- Apinya Sakuljaroensuk (Saiparn) vai Metinee
- Jirakit Thawornwong (Mek) vai Kampanart
- Pawat Chittsawangdee (Ohm) vai Nawa
- Jason Young vai Passon (chú của Nuengjai)
- Pimthong Washirakom (Dao) vai Roong

## Nhạc phim
| Tên bài hát                                           | Thể hiện                          | Ref.  |
| ----------------------------------------------------- | --------------------------------- | ----- |
| ไม่มีทางออก (Mai Mee Tahng Auk)                         | Chanagun Arpornsutinan (Gunsmile) | [ 3 ] |
| ขอโทษที่ยังร้องไห้ (Missing) (Kor Toht Tee Yung Raung Hai) | Perawat Sangpotirat (Krist)       | [ 4 ] |

## Đón nhận

### Rating truyền hình Thái Lan
Trong bảng dưới đây, màu xanh dương biểu thị rating thấp nhất và màu đỏ biểu thị rating cao nhất.
| Tập        | Khung giờ (UTC+07:00) | Ngày phát sóng      | Tỷ lệ rating trung bình |
| ---------- | --------------------- | ------------------- | ----------------------- |
| 1          | 20:30 thứ Hai         | 17 tháng 5 năm 2021 | 0.23%                   |
| 2          | 20:30 thứ Ba          | 18 tháng 5 năm 2021 | 0.16%                   |
| 3          | 20:30 thứ Hai         | 24 tháng 5 năm 2021 | 0.15%                   |
| 4          | 20:30 thứ Ba          | 25 tháng 5 năm 2021 | 0.15%                   |
| 5          | 20:30 thứ Hai         | 31 tháng 5 năm 2021 | 0.11%                   |
| 6          | 20:30 thứ Ba          | 1 tháng 6 năm 2021  | 0.13%                   |
| 7          | 20:30 thứ Hai         | 7 tháng 6 năm 2021  | 0.15%                   |
| 8          | 20:30 thứ Ba          | 8 tháng 6 năm 2021  | 0.10%                   |
| 9          | 20:30 thứ Hai         | 14 tháng 6 năm 2021 | 0.16%                   |
| 10         | 20:30 thứ Ba          | 15 tháng 6 năm 2021 | 0.24%                   |
| 11         | 20:30 thứ Hai         | 21 tháng 6 năm 2021 | 0.15%                   |
| 12         | 20:30 thứ Ba          | 22 tháng 6 năm 2021 | 0.18%                   |
| 13         | 20:30 thứ Hai         | 28 tháng 6 năm 2021 | 0.13%                   |
| 14         | 20:30 thứ Ba          | 29 tháng 6 năm 2021 | 0.21%                   |
| 15         | 20:30 thứ Hai         | 5 tháng 7 năm 2021  | 0.13%                   |
| 16         | 20:30 thứ Ba          | 6 tháng 7 năm 2021  | 0.26%                   |
| 17         | 20:30 thứ Hai         | 12 tháng 7 năm 2021 | 0.27%                   |
| 18         | 20:30 thứ Ba          | 13 tháng 7 năm 2021 | 0.34%                   |
| Trung bình | Trung bình            | Trung bình          | 0.181%1                 |

^1  Dựa trên tỷ lệ rating trung bình mỗi tập.